# Piz Daint
O Piz Daint é um supercomputador, com uma classificação de benchmark LINPACK de 19 teraflops. Pertence ao Swiss National Supercomputing Centre.
O sistema tem um sistema operacional próprio, Cray Linux Environment, que é baseado no Linux.